# Freiburger Kinderstudie
Die Freiburger Kinderstudie 1993 veröffentlichte Studie, die auf einer breiten empirischen Grundlage die Aktionsraumbedingungen von Kindern und die damit verbundenen Auswirkungen auf deren Lebensalltag untersuchte. Die Generalaussage der Studie lautete: „Es gibt kaum einen Faktor, der den Alltag und die Entwicklung von Kindern mehr beeinflusst, als die räumliche Gestaltung des Wohnumfeldes und die damit verbundenen Möglichkeiten zum freien Spiel“.

## Hintergrund
Die Studie knüpfte an die Tradition der „sozialökologischen Kindheitsforschung“ an, in der die historische Entwicklung von Kindheit vor allem als eine Veränderung der Raumerfahrung beschrieben wird. Kinder haben immer weniger die Möglichkeit unbeaufsichtigt mit Gleichaltrigen im unmittelbaren Wohnumfeld zu spielen. Ihr Alltag wird zunehmen organisiert und findet in Binnenräumen statt. Dieser Verlust an Spiel- und Aktionsräumen hat negative Folgen für die Entwicklung von Kindern und den Lebensalltag von Familien.
Die in der Freiburger Kinderstudie eingesetzten Methoden eröffnen vielfältige Möglichkeiten, die Wohnumfeldsituation von Kindern systematisch zu bewerten und den Einfluss auf den Kinderalltag analytisch zu untersuchen. Für die Kinderpolitik brachte die Studie eine Fülle von praktischen Handlungsempfehlungen und Instrumenten, die von der Spielplatzgestaltung über die Stadt- und Verkehrsplanung bis hin zum Monitoring des Wohnumfeldes reichen. Die empirische Untersuchung der Aktionsraumbedingungen macht die Bedürfnisse von Kindern sichtbar und trägt dazu bei, diese in der Öffentlichkeit zu artikulieren und damit auch in politische Entscheidungsprozesse einzubringen. Der Ansatz der Freiburger Kinderstudie beschränkte sich nicht allein auf die empirische Analyse der vorhandenen Spielmöglichkeiten und des Kinderalltages, sondern baute Brücken in die Praxis und förderte die Lobbyarbeit für Kinderinteressen und die unmittelbare Partizipation von Kindern.
Dementsprechend fand die Freiburger Kinderstudie eine breite Resonanz in der Praxis: von kommunalen Kinderbüros und Kinderorganisationen bis hin zu Verkehrs-, Garten- und Stadtplanungsämtern. Die Kinderstudie hat eine Vielzahl an Initiativen, von der Verkehrsberuhigung über den Umbau von Spielplätzen bis zur kindgerechten Gestaltung neuer Stadtteile angeregt. Die starke Resonanz in der Praxis ist nicht nur durch zahlreiche Publikationen und Vorträgen auf Fachveranstaltungen belegt, sondern auch durch zwei Dokumentarfilme sehr anschaulich festgehalten worden.

## Studie
- Blinkert, B. (1993): Aktionsräume von Kindern in der Stadt. Eine Untersuchung im Auftrag der Stadt Freiburg (Freiburger Kinderstudie). Pfaffenweiler

### Filmdokumentationen zur Studie und ihrer Umsetzung
- Janczyk, E. (1994): Aktionsräume von Kindern in der Stadt. Ein Film zur Freiburger Kinderstudie. Gefördert von der Stadt Freiburg und der Landesstiftung Baden-Württemberg.
- Janczyk, E. (1997): Spielplätze der Zukunft. Gefördert von der Landesstiftung Baden-Württemberg.